# Fuck Them All
(Mylène Farmer in Fuck them all)
Fuck Them All è il primo singolo del album Avant que l'ombre... della cantautrice francese Mylène Farmer, pubblicato il 14 marzo 2005.
Il singolo segna il ritorno più atteso dei fan di Mylène Farmer: effettivamente Mylène Farmer è assente dal panorama discografico dal 2002 e il suo ultimo album studio risale al 1999. Nel febbraio del 2005 esce in tutte le radio "Fuck them all": la traccia, il cui tema principale è la guerra tra i due sessi, presenta il classico pop farmeriano con l'aggiunta di alcuni slang in inglese. Il singolo divide i fan della rossa, poiché la maggior parte di questi si aspettava un ritorno all'insegna di un nuovo genere musicale (mentre invece la traccia e l'intero album ricalcano il sound utilizzato per gli album di Alizée.
Il singolo raggiunge la seconda posizione nella classifica francese per scendere rapidamente nelle settimane successive. Venderà 130.000+ copie delle quali 125.000+ copie gli varranno un disco d'argento.
Il video affidato ad Augustin Villaronga ricorda i primi video di Mylène (ritraendo simbolici storici dei clip di Laurent Boutonnat come la neve, i corvi e il tema del doppio).

## Versioni ufficiali
1. Fuck them all (Single Version) (3:58)
2. Fuck them all (Album Version) (4:38)
3. Fuck them all (Instrumental) (4:34)
4. Fuck them all (The Martyr's Remix) (5:27)
5. Fuck them all (Mother F... Vocal Club Mix) (8:34)
6. Fuck them all (Mother F... Dub Mix) (7:55)
7. Fuck them all (Version Live 06) (6:42)
8. Fuck them all (Version Live 09) (4:56)